# インノチェンツォ・チョッキ・デル・モンテ
インノチェンツォ・チョッキ・デル・モンテ（Innocenzo Ciocchi del Monte、1532年 - 1577年11月2日）は、イタリア出身のローマ・カトリック教会の枢機卿。低い身分の生まれながら教皇ユリウス3世の寵愛を受け、若くして枢機卿となり、悪評にさらされる生涯を送った。

## 生涯
インノチェンツォはボルゴ・サン・ドニンノ（現在のフィデンツァ）に女乞食の子供として生まれた。読み書きは出来ないが、快活で眉目秀麗な少年であった。14歳の頃にパルマの通りをうろついていた時、ジョヴァンニ・マリア・デル・モンテ枢機卿がインノチェンツォに一目惚れした。枢機卿は恩顧を与えて少年の父親を味方に引き入れた。しばらくして、インノチェンツォは正式に枢機卿の兄ジョヴァンニ・チョッキ・デル・モンテの養子となった。少年は枢機卿の家に「ヴァレロ（valero）」という従者と雑用係を兼ねたような下っ端の使用人として入り、その後名誉職であるが一定の収入の入るアレッツォの司教座聖堂参事会の参事会会長の職を与えられた。
1550年2月、デル・モンテ枢機卿はユリウス3世として教皇に選出され、インノチェンツォもただちに枢機卿に列せられた。教会の聖職をこなすための教育を施そうという周囲の努力も、インノチェンツォに対しては全くの無駄であった。「社交界の嗜みと、おそらくは古典世界の精華に関するわずかな知識を得たのみで、インノチェンツォの教育は終わった」庶出子では枢機卿団の一員に選ばれなかったため、ユリウス3世は教皇勅書でインノチェンツォを嫡出子とした。さらに教皇の意見を効果的に反映するため、インノチェンツォは親族枢機卿に任じられた。しかし教皇の秘書の職務はインノチェンツォの能力では全くこなせず、寵臣を責任能力を求めない形で権力の座に座らせておくため、教皇はインノチェンツォの職務でそれまでは低い地位であった「secretaria intimus」を教皇庁国務長官と同格とし、ついにはバチカンの最高官職にまで引き上げた。インノチェンツォは全ての義務を免ぜられたにもかかわらず、多くの聖職禄と高級官職を一手に握っており、同僚の枢機卿たちを不快にさせていた。
プロテスタント宗教改革に対抗すべく教会のさらなる改革を推進しようとしていた枢機卿たちは、インノチェンツォの昇進に反対して無益な抗議をしていた。デル・モンテ枢機卿と教皇との関係についての悪い噂は、ヨーロッパ中の宮廷に広まっていた。ヴェネツィア共和国の大使マテオ・ダンドロがデル・モンテ枢機卿が「ちんけな悪党」に過ぎず、教皇は「まるで彼（インノチェンツォ）が自分の息子か孫であるかのように、自分や彼のベッドに一緒に連れ込んでいる」と書いている。オノフリオ・パンヴィリーニョは、ユリウスは「極度に贅沢な生活と愛欲に流れ」、そしてはっきりと「少年たちとの愛に溺れている（puerorum amoribus implicitus）」と断じている。もっと酷い中傷の噂がローマで流れており、インノチェンツォは教皇の飼っているペットの猿の世話係になった褒美に枢機卿にとり立てられた、というものだった。ユリウス3世の治世にローマに住んでいたフランスの詩人ジョアシャン・デュ・ベレーは、「いまだ従僕、子供、獣も同然の、/素性賤しく、腰抜けながら枢機卿となった者、/その職務は猿の世話、/緋色の帽子をかぶったガニュメデスよ…」という風刺詩を残した。
1555年にユリウス3世が死んだ後も、スキャンダルがインノチェンツォを悩ませ続けた。1560年、インノチェンツォは前年に開かれたコンクラーヴェに出向く途中、「彼の悪口を言った」男二人を殺したとして、サンタンジェロ城に監禁された。1567年には強姦罪で糾弾され、最初はモンテ・カッシーノの、次いでベルガモの修道院に拘禁された。しかし、ユリウス3世から受けた恩顧を忘れていなかった枢機卿たちの嘆願で解放された。態度を改めたことを真っ先に示すため、インノチェンツォは教皇グレゴリウス13世治下のローマに戻った、「しかし昔日の栄光はとうに過ぎ去っており、インノチェンツォは彼が帰ってきたまさにそのために、全ての人々から嫌われた」。
インノチェンツォは1577年11月2日に亡くなった。枢機卿の遺体は死後数時間のうちに、ローマのサン・ピエトロ・イン・モントリオ教会にあるデル・モンテ家の礼拝堂の、何の印もない厚板の下に無記名で埋葬された。「彼の埋葬式は誰も出席者がいなかった。枢機卿でありながら何の顕彰を受けることもなく、その魂の安息のために祈る者もいなかった。生前は避けられ無視され、死んでからは忘れられた」。